# GreedFall
GreedFall és un joc de rol d'acció desenvolupat per Spiders i publicat per Focus Home Interactive. El joc està configurat en la fantasia del segle xvii, i es va publicar per a Microsoft Windows, PlayStation 4 i Xbox One el 10 de setembre de 2019.

## Ambientació
Un paradís insular ha estat descobert per les forces colonials de diverses nacions diferents des de terres de ficció, però amb màgia i monstres. Els jugadors assumeixen el paper de De Sardet, un humà neutral que va arribar recentment a l'illa, capaç d'aliar-se amb els nadius que habiten la terra, o amb qualsevol de les nacions estrangeres que competeixen per conquerir i colonitzar la "nova" terra, alhora que intenten per trobar una cura per a una misteriosa malaltia que plaga De Sardet i la seva família.

## Trama
De Sardet, un noble de la Congregació Mercant, es prepara per viatjar a la recent assentada illa de Teer Fradee. El cosí de De Sardet, el príncep Constantin d'Orsay, ha estat nomenat governador de New Serene, la capital de la congregació de l'illa, amb De Sardet com a legat. La Congregació espera que l'exòtic entorn de Teer Fradee doni una cura per al malixor, una plaga mortal que s'estén pel continent.
El grup arriba a Teer Fradee i De Sardet és enviat ràpidament per establir relacions diplomàtiques amb els nadius de l'illa i dos països veïns amb presència a l'illa. En el procés, De Sardet guanya diversos nous aliats i aprèn de la doneigada, illencs nadius amb un vincle sobrenatural a la terra que els atorga habilitats místiques. S'ha encarregat de trobar una cura per al malixor, la investigació de De Sardet no té èxit, però revela que els nadius adoren un ésser conegut com "en on frichtimen" que té connexió amb l'illa. De Sardet creu en el frichtimen mil per ser real, i capaç de curar el malixor amb el seu poder, i comença la recerca d'una manera de parlar amb ell.
La salut de Constantin comença a disminuir i aviat s'assabenta que està infectada amb el malixor. Quan Constantin comença a entrar en pànic, ell i De Sardet són avisats d'un cop imminent per part dels guàrdies de la ciutat, que planegen matar els líders de les ciutats i prendre el control de tota l'illa. De Sardet aconsegueix protegir a Constantin, aprehendre els conspiradors i avisar les altres ciutats de la trama. Tot i que l'ordre es restableix, la salut de Constantin continua empitjorant notablement. De Sardet es posa en contacte amb un curander natiu anomenat Catasach per alleujar el dolor de Constantin mentre continua la recerca d'una cura. De Sardet s'assabenta que el santuari de Milà Frichtimen només l'obre l'alt rei rei dels nadius, Vinbarr, que falta des de fa mesos. Al tornar a Nova Serene, De Sardet s'assabenta que Catasach i Constantin desapareixen, després d'haver marxat en una expedició per motius desconeguts. De Sardet troba Catasach mort i aviat s'assabenta que Constantin ha estat pres per Vinbarr a les muntanyes. De Sardet rastreja Vinbarr a la seva gespa i el mata abans de tornar a Constantin a Nova Serene.
Tres dies després, la malaltia de Constantin es cura, però el seu aspecte físic ha canviat, arribant a ser similar al dels nadius. Ell revela que Catasach el va portar a realitzar un ritual per convertir-lo en un doneigad, fent-lo resistent al malixor. Amb Vinbarr mort, De Sardet intervé en les eleccions del nou gran rei per part dels nadius i aconsegueix que el candidat guanyador prometés entrar al santuari de Milita Frichtimen. A De Sardet se li permet entrar i parla amb l'ésser, que diu que el malixor és un verí generat per l'illa com a resposta a la seva explotació pels colonitzadors. Promet ajudar a guarir el malixor, però adverteix que les accions de Constantin la debiliten.
Confus i horroritzat per l'advertència, De Sardet descobreix que Constantin s'ha convertit en addicte al poder del doneigad i està realitzant més rituals per robar-li més del poder de l'illa de Milà Frichtimen. Ara capaç de controlar la vida salvatge de l'illa, Constantin trama per destruir els nadius i els pobladors i governar l'illa sola. De Sardet es dirigeix a les faccions de l'illa per ajudar a detenir Constantin per atacar al santuari de Milita Frichtimen, però no poden mantenir-lo a ratlla. De Sardet s'enfronta a Constantin sol al santuari i se li tria l'opció de matar-lo i deixar el destí de l'illa en mans de les faccions, o unir-se a ell per conquerir l'illa.
Si el jugador decideix matar a Constantin, el final que segueix variarà depenent del rei elegit i de la relació del jugador amb els seus companys i de les diverses faccions sobre Teer Fradee.
Si el jugador decideix unir-se a Constantin, els dos cosins roben el poder de Mil Frichtimen i es converteixen en éssers divins, provocant un regnat del terror al món.

## Joc
El jugador, juntament amb altres colonitzadors, mercenaris i caçadors de tresors, exploren una illa remota on els habitants locals, que lluiten contra els colonitzadors invasors, estan protegits per éssers sobrenaturals. El joc inclou combats, diplomàcia i furts. Les decisions del jugador influeixen i afecten la història del joc, així com la relació entre les diferents faccions establertes a l'illa. El joc també admet funcions gràfiques millorades a PlayStation 4 Pro i Xbox One X.

## Recepció
GreedFall va rebre "revisions mixtes o mitjanes" a l'agregador de revisions Metacritic per a les versions PC i PlayStation 4 basades en 38 i 37 revisions respectivament, mentre que la versió Xbox One va rebre "ressenyes generalment favorables" basades en 14 ressenyes.

El joc va ser nominat a "Millor RPG" als Titanium Awards de 2019, a "Game, Original Role Playing" als premis NAVGTR, i a "Millor joc de portador de missatges", "Millor disseny artístic", i "Millor ajustament del joc" als Premis Pégases 2020.